# チャン・ダア
チャン・ダア（朝: 장다아、英: Jang Daah、本名：チャン・ジニョン（장진영）、2001年5月5日 - ）は、韓国の女優。ソウル特別市龍山区出身。STARSHIPエンターテインメント所属。本名は：チャン・ジニョン
妹は同じくSTARSHIPエンターテインメント所属のアイドルグループIVEのチャン・ウォニョン。

## 出演

### CM・広告
- コンタクトレンズ「ACUVUE」